# Catherine Hutchesson

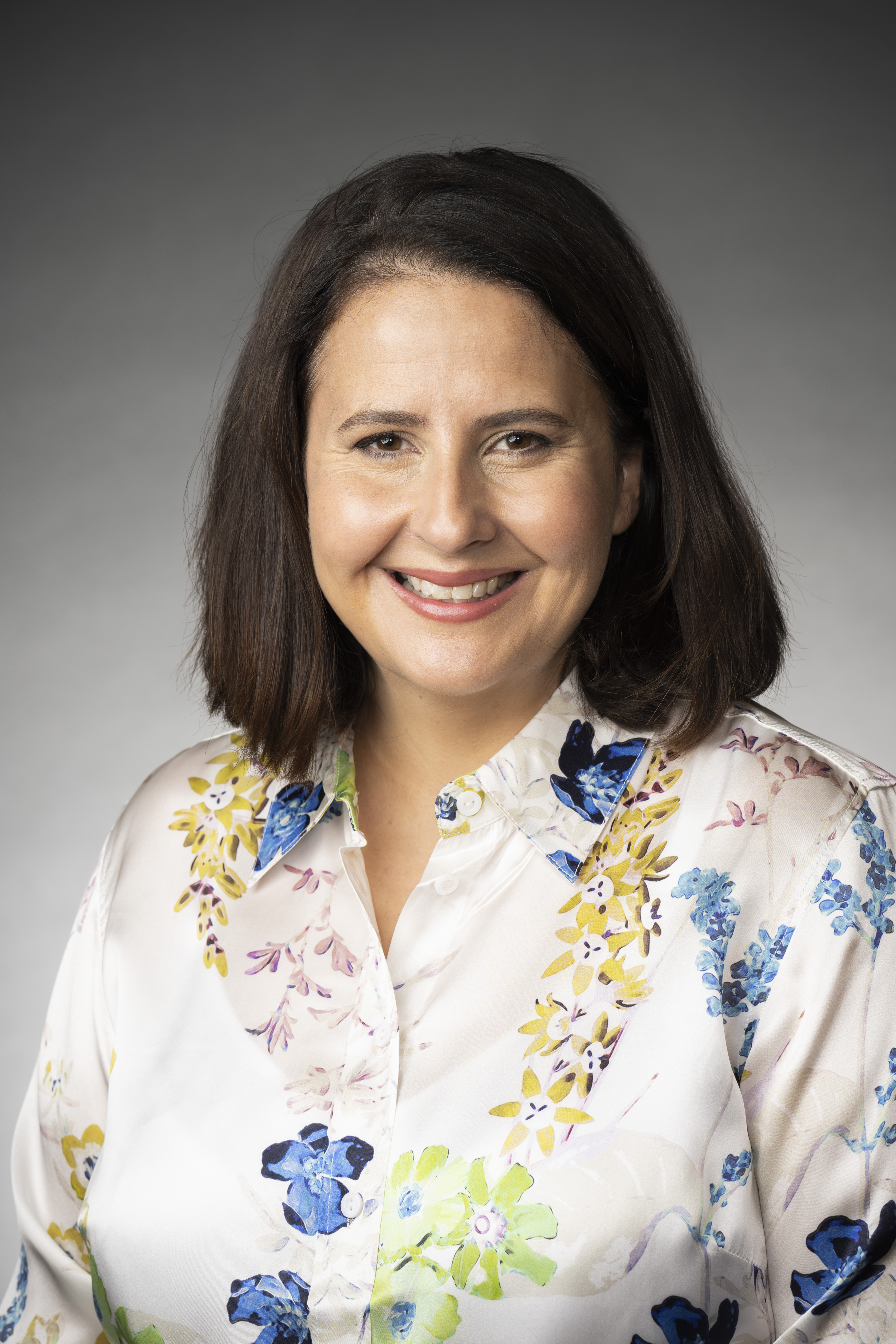
Catherine Hutchesson

Catherine Hutchesson é uma política australiana. Ela é membro do Partido Trabalhista na Assembleia da Austrália do Sul desde as eleições estaduais de 2022, representando Waite. O círculo eleitoral tinha sido liberal durante os 29 anos anteriores e o seu antecessor, Mitcham, só havia sido ocupado por membros liberais ou independentes desde 1938. Hutchesson havia sido candidata ao mesmo assento nas eleições estaduais de 2018.
Hutchesson cresceu em Glenalta e estudou na Universidade Flinders. Fora da política, trabalhou como Advogada Industrial para o Sindicato do Sector Financeiro.